# Кетукюласька сільська рада
Ке́тукюласька сільська рада (ест. Ketuküla külanõukogu, рос. Кетукюлаский сельский совет) — сільська рада в Естонській РСР, адміністративно-територіальна одиниця в складі повіту Вільяндімаа (1945—1950) та Сууре-Яаніського району (1950—1954).

## Населені пункти
Сільській раді підпорядковувалися села: Юуріка (Juurika), Людувере (Лійдувере) (Lüduvere (Liiduvere)), Кету(кюла) (Ketu(küla), Сандра (Sandra), Паламаа (Palamaa), Арма (Arma), Раудна (Raudna).

## Історія
13 вересня 1945 року на території волості Вастемийза у Вільяндіському повіті утворена Кетукюласька сільська рада з центром у селі Кетукюла.
26 вересня 1950 року, після скасування в Естонській РСР повітового та волосного поділу, сільська рада ввійшла до складу новоутвореного Сууре-Яаніського сільського району.
17 червня 1954 року в процесі укрупнення сільських рад Естонської РСР Кетукюласька сільська рада ліквідована, а її територія склала північну частину Вастемийзаської сільської ради.